# ロドニー・グリーンブラット
ロドニー・アラン・グリーンブラット（Rodney Alan Greenblat、1960年8月23日 - ）は、アメリカカリフォルニア州生まれ、ニューヨーク在住のイラストレーター。日本の企業・アーティストらにも多くのイラストを提供している。

## 略歴
1960年8月23日、アメリカ・カリフォルニア州ダリー・シティーに生まれる。
1969年、父親の仕事の関係でメリーランド州へ引っ越す。
1974年、メリーランド州のウォルト・ホイットマン・ハイスクール入学。
1978年、ニューヨークのスクール・オブ・ビジュアル・アーツ入学。
1982年 初の個展を開催。以後CGデザイン、彫刻、絵本製作、イラスト提供など幅広く活躍する。
1984年、結婚。
1986年、双子の女児が誕生。
1993年、母校であるスクール・オブ・ビジュアル・アーツで4年間講師を務める。また、フジテレビ系番組『ウゴウゴルーガ』で自身をデザインした「ロドニー・ガイ」が放映開始となり、ロドニーのイラストが日本に知れることとなる。
1996年、PUFFYの2ndシングル「これが私の生きる道」のジャケットデザインを担当し、以後PUFFYのCD・DVDジャケットデザインを多く手がける（下記参照）。
2000年 東京の表参道にロドニーデザインのカフェ「カフェロドニー」がオープン（2002年3月閉店）。
2005年 現在、ニューヨーク在住。

## 主な作品
- 原作・音楽
  - ZoomZoo（2002年12月）
- 絵本（以下はいずれもPUFFYの大貫亜美が和訳）
  - 「サンダーバニー」（1997年）
  - 「イッピーおばさんのがらくたはくぶつかん」（1999年）
  - 「サンダーバニーとワンダーミュー」（2000年）
  - 「サンダーバニーとビビリトルのレインボーデー」（2002年）
- PlayStation用ゲームソフト
  - 「パラッパラッパー」（1996年）
  - 「ウンジャマラミー」（1999年）
  - 「パラッパラッパー2」（2001年）
- PlayStation Portable用ゲームソフト
  - 「パラッパラッパー」（2006年）
- Wii用ゲームソフト
  - 「メジャマジ・マーチ」 （2009年）
- アニメデザイン
  - 「ロドニー・ガイ」 - フジテレビ系番組「ウゴウゴルーガ」内の1コーナー（1993年）
  - 「パラッパラッパー」 - フジテレビで放映（2001年）
  - 「サンダーバニー」（2002年）
- 日本の企業へのイラスト提供
  - ファミリーマート
  - NTTドコモ
  - 富士通
  - 日清シスコ（「シスコーン」マスコット）
  - ハウス食品
  - リプトン
  - JR九州（ICカード「SUGOCA」マスコット）

　　他多数。

## PUFFYのCD・DVDジャケットデザイン・イラスト提供
- シングル
  - 「これが私の生きる道」（2nd、1996年）
  - 「サーキットの娘」（3rd、1997年）
  - 「渚にまつわるエトセトラ」（4th、1997年）
  - 「MOTHER／ネホリーナハホリーナ」（5th、1997年）
  - 「愛のしるし」（6th、1998年）
  - 「たららん／パフィーのツアーメン」（7th、1998年）
  - 「パフィーdeルンバ／peace」（8th、1998年）
  - 「日曜日の娘」（9th、1999年）
  - 「夢のために」（10th、1999年）
  - 「海へと／プールにて」（11th、2000年）
  - 「ブギウギNo.5／ルーシーはムーンフェイス」（12th、2000年）
  - 「あたらしい日々／ともだち／LOVE SO PURE」（13th、2001年）
  - 「青い涙／愛が止まらない」（14th、2001年）
- アルバム
  - 「JET CD」（1st、1998年）
  - 「The Very Best of Puffy ～amiyumi jet fever～ 」（ベストアルバム、2000年）
  - 「An Illustrated History」（海外（アメリカ・カナダ）1stアルバム、2002年）
  - 「Nice」（4th、2003年）
- DVD
  - 「CLIPS」（2000年）
  - 「FEVER FEVER DVD」（2000年）
  - 「JET TOUR EXTRA」（2000年）
  - 「JET TOUR '98」（2000年）
  - 「JET DVD」（2000年）
  - 「TOUR! PUFFY! TOUR!」（2000年）
  - 「RUN! PUFFY! RUN!」（2000年）
  - 「スパイク大作戦」（2001年）

その他、ツアーグッズやテレビ朝日系番組「パパパパパフィー」の番組ロゴ、セットのデザイン等も手がけた。